# Élections législatives nord-coréennes de 1982
Les élections législatives nord-coréennes de 1982 ont eu lieu le 28 février 1982 pour élire les 615 membres de la septième Assemblée populaire suprême. La première session s'est réunie le 5 avril 1982. La « Décision d'accélérer l'autonomie et la réunification pacifique de la patrie en assurant la garantie de la paix » a été inscrite à l'ordre du jour.

## Résultats
|                          |                                                       |      |     |        |     |
| Parti ou mouvement       | Parti ou mouvement                                    | Voix | %   | Sièges | +/- |
|                          | Front démocratique pour la réunification de la patrie |      | 100 | 615    | 36  |
|                          |                                                       |      |     |        |     |
| Total                    | Total                                                 |      | 100 | 615    | 36  |
| Inscrits / participation | Inscrits / participation                              |      | 100 |        |     |